# Суворинов, Александр Владимирович
Александр Владимирович Суворинов (род. 1945) — советский и российский государственный деятель и учёный, доктор технических наук, профессор, академик РАЕН, член Российской инженерной академии.
Автор более 80 научных трудов, в том числе учебников и учебных пособий, а также пяти изобретений.

## Биография
Родился 30 ноября 1945 года в Москве.
В 1975 году окончил Факультет электронной техники Московского энергетического института. С 1982 года работал старшим научным сотрудником, старшим преподавателем, начальником учебно-методического управления, заместителем проректора по научной работе Московского института электронного машиностроения (ныне Московский институт электроники и математики). Кандидат технических наук с 1984 года.
В 1990—1992 годах был начальником Центра организации научных исследований ГКНТ СССР (РФ). В 1996 году был назначен начальником Управления научно-исследовательских работ Министерства общего и профессионального образования РФ; по должности вошёл в состав коллегии Государственного комитета Российской Федерации по высшему образованию. Член-корреспондент РАЕН с 12 октября 1994 года.
20 мая 1998 года Александр Владимирович был назначен заместителем Министра общего и профессионального образования РФ. 31 октября 1998 года был освобожден от должности в связи с переходом на другую работу.
По состоянию на 2009 год являлся начальником Управления информационного развития и инфраструктуры Федерального агентства по науке и инновациям. Член редакционных советов журналов «Международное сотрудничество», «Регионология», «Медиатека».
По состоянию на 2020 год работал главным научным сотрудником ФГБНУ НИИ Перспективных материалов и технологий.

## Награды
Лауреат двух Премий Правительства РФ в области науки и техники (1996) и образования (2002); награждён медалями, в том числе «За трудовое отличие» и «За заслуги перед Отечеством» II степени, имеет Благодарность Президента России.